# 99 v. Chr.
Portal Geschichte | Portal Biografien | Aktuelle Ereignisse | Jahreskalender | Tagesartikel

◄ |
2. Jahrhundert v. Chr. |
1. Jahrhundert v. Chr. |
1. Jahrhundert |
►

◄ | 110er v. Chr. | 100er v. Chr. | 90er v. Chr. | 80er v. Chr. |
70er v. Chr. |
►

◄◄ | ◄ | 102 v. Chr. | 101 v. Chr. | 100 v. Chr. | 99 v. Chr. |
98 v. Chr. |
97 v. Chr. |
96 v. Chr. |
► |
►►
Staatsoberhäupter